# Maksym Koval
Maksym Anatolijovitsj Koval (Oekraïens: Максим Анатолійович Коваль) (Zaporizja, 9 december 1992) is een Oekraïens voetballer die als doelman speelt. Hij verruilde Metaloerh Zaporizja in 2010 voor Dynamo Kiev. Koval debuteerde in 2012 in het Oekraïens voetbalelftal.

## Clubcarrière
Koval veroverde op 17-jarige leeftijd een basisplek bij Metaloerh Zaporizja. Hij haalde bij zijn eerste drie wedstrijden telkens een clean sheet en maakte vooral indruk toen hij in een wedstrijd tegen Dynamo Kiev in de 94e minuut bij een 1-1 stand een penalty van Artem Milevsky stopte. In negentien wedstrijden slikte hij 23 tegendoelpunten en haalde hij zes clean sheets.
Op 26 juli 2010 tekende Koval bij Dynamo Kiev. Hij debuteerde in de derde voorronde van de Champions League, tegen Ajax. Hij bleef ook de wedstrijden nadien in het doel staan. Nadat eerste doelman Oleksandr Sjovkovskyj terugkeerde van een blessure, moest Koval plaats ruimen en werd hij weer tweede doelman. Gedurende het seizoen 2012/13 was Koval eerste doelman en Sjovkovskyj zijn stand-in.

## Interlandcarrière
Koval werd in juni voor het eerst opgeroepen voor het Oekraïens nationaal elftal, voor EK-kwalificatiewedstrijden tegen Oezbekistan en Frankrijk. In geen van beide wedstrijden kwam hij in actie. Hij maakte op 1 juni 2012 zijn debuut, in een oefenwedstrijd tegen Oostenrijk. Hij zat in de 23-koppige selectie die meedeed aan het EK 2012.
1 Parreño ·
4 Martinez ·
5 Barcia ·
6 Petxarroman ·
7 Pérez  ·
8 Villares ·
9 Barbero · 
10 Hernández ·
11 Álvarez ·
12 Mfulu ·
13 Puerto ·
14 Herrera ·
15 Vázquez ·
16 Gauto ·
17 Mella ·
18 Escudero ·
19 Sánchez ·
20 Ángel ·
21 Soriano ·
22 Rama ·
23 Navarro ·
24 Bouldini ·
25 Leite ·
28 Patino ·
33 Obrador ·
Coach: Idiakez